# Chiese di Cagliari

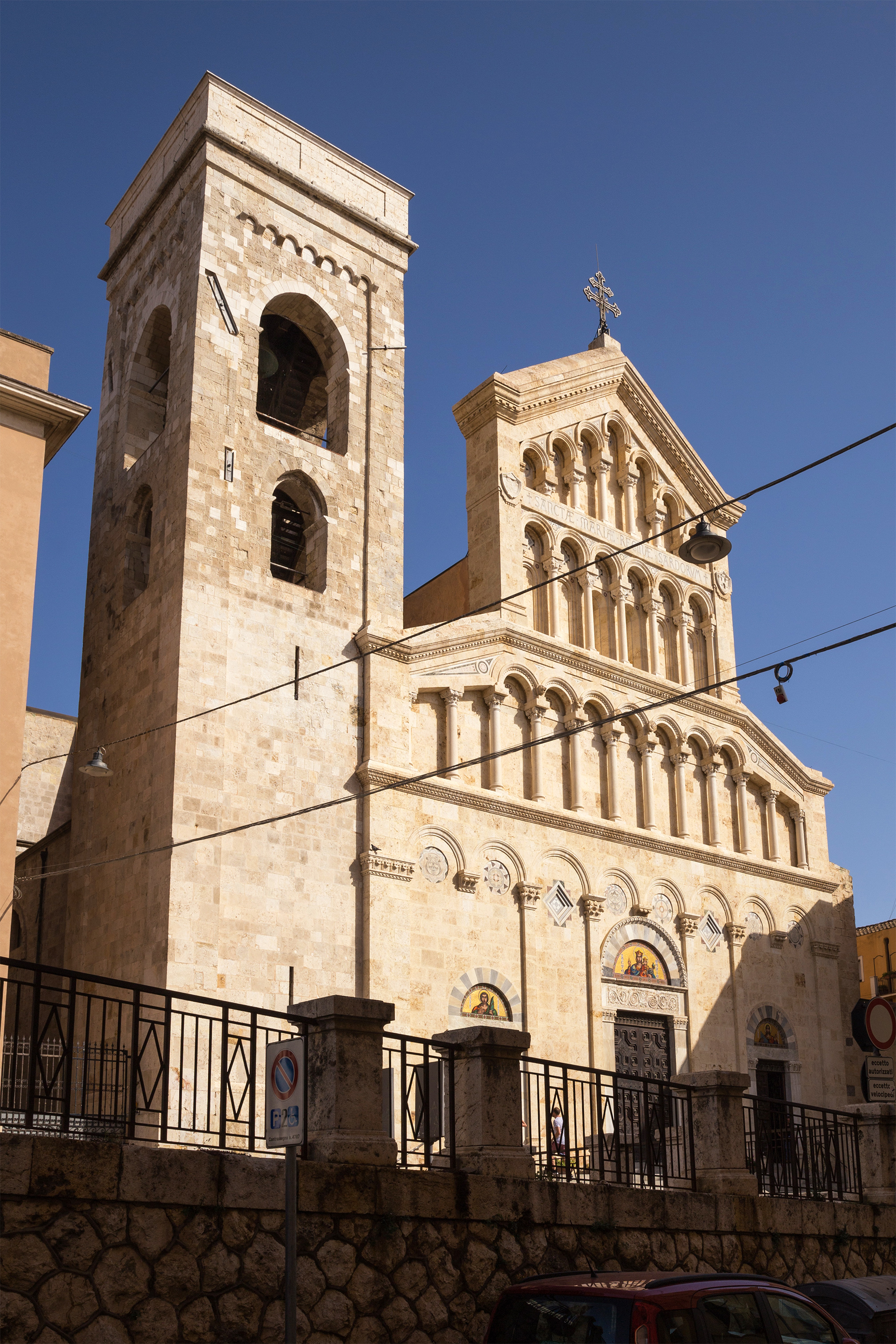
La cattedrale di Cagliari, chiesa principale della città e dell'arcidiocesi

Le chiese di Cagliari, oltre a essere i luoghi di culto cristiani nel capoluogo regionale della Sardegna, rappresentano anche, specialmente alcune di esse, una porzione del patrimonio storico, artistico e culturale della città.
Si tratta principalmente degli edifici di culto del cattolicesimo, tra i quali si trovano la cattedrale dell'arcidiocesi di Cagliari e la basilica minore di Nostra Signora di Bonaria, le più importanti chiese cittadine.
Questo patrimonio comprende edifici che vanno dal V secolo, quando venne costruita la basilica di San Saturnino, la più antica in città, sino ai giorni nostri, passando attraverso una grande varietà di stili artistici, espressioni dei gusti e delle dominazioni che hanno caratterizzato la storia del capoluogo sardo.

È rappresentato il romanico in San Saturnino, il romanico-gotico toscano nella cattedrale, il gotico catalano nella Purissima, il classicismo cinquecentesco in Sant'Agostino, il barocco spagnolo in San Michele, il barocchetto piemontese in Sant'Efisio, il neoclassicismo in San Giovanni di Dio, per citare qualche esempio.
Per quanto riguarda il XX secolo, particolarmente interessanti sono la chiesa di San Domenico e la chiesa dei Santi Martiri Giorgio e Caterina, ancora legate alla rielaborazione di modelli del passato.
Di concezione più moderna risultano invece chiese come il Santissimo Crocifisso e San Sebastiano, caratterizzate da uno stile asciutto, più mirato alla funzionalità che all'estetica dell'edificio, costruite con largo utilizzo di cemento armato.

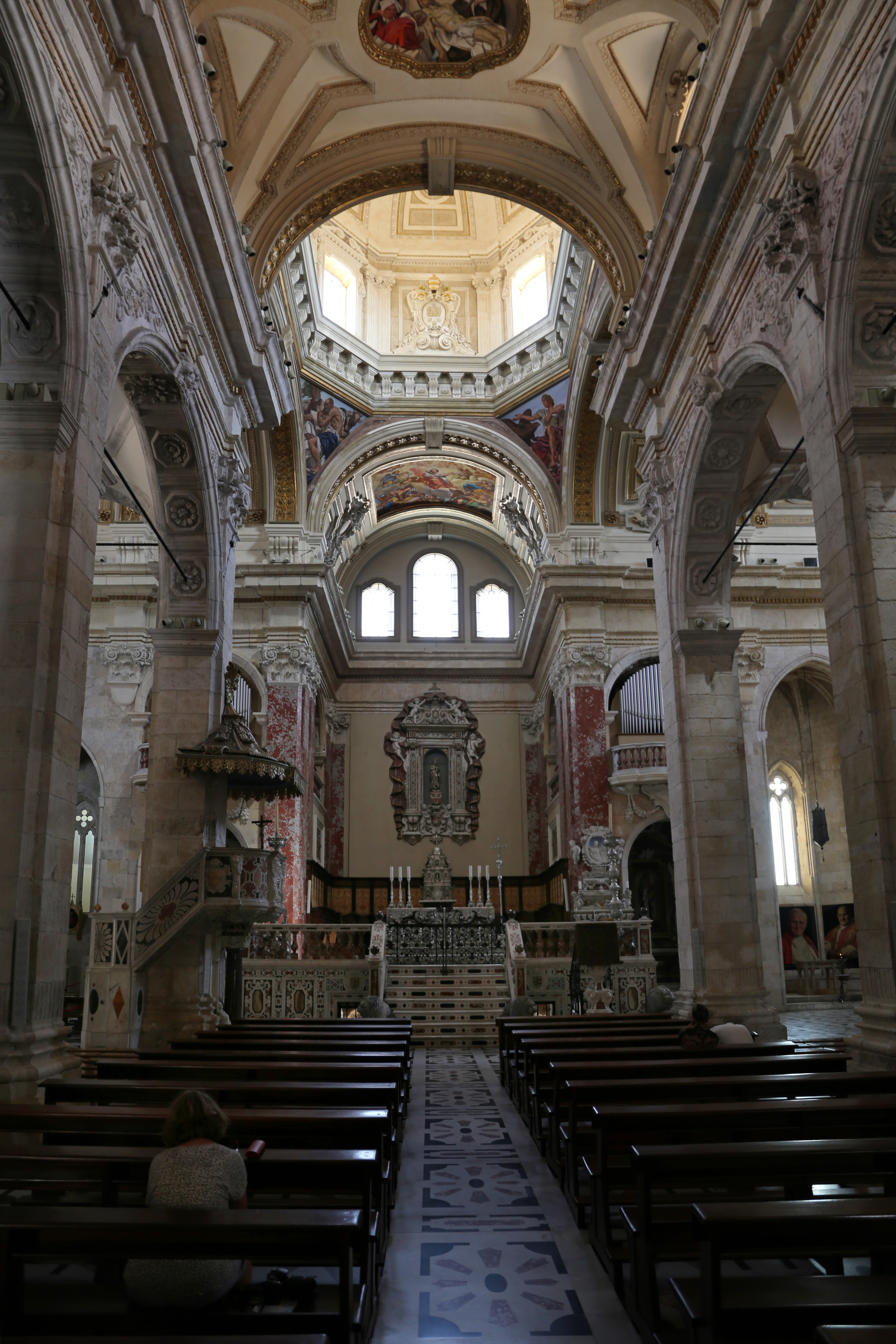
Navata centrale della cattedrale

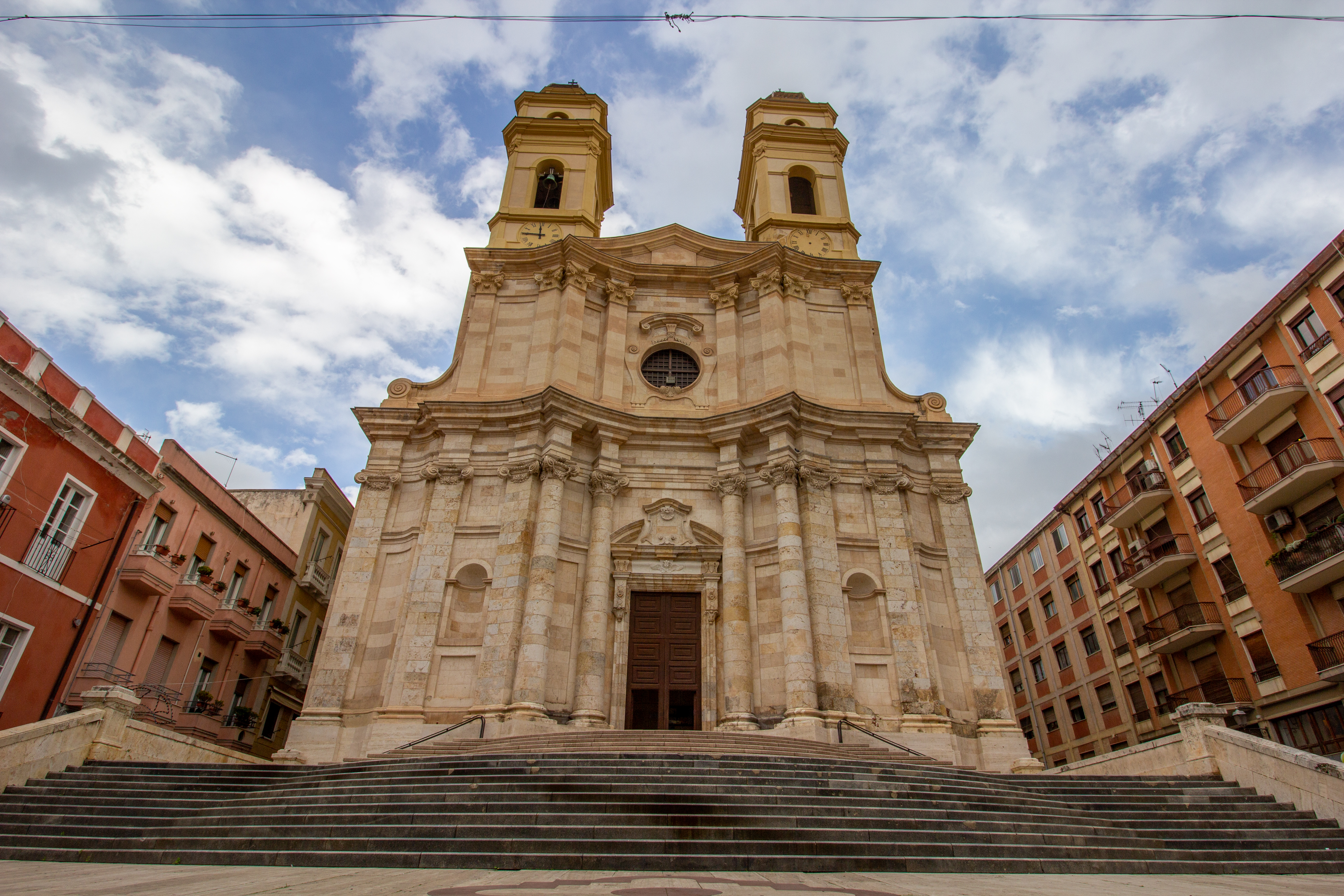
La parrocchiale di Sant'Anna

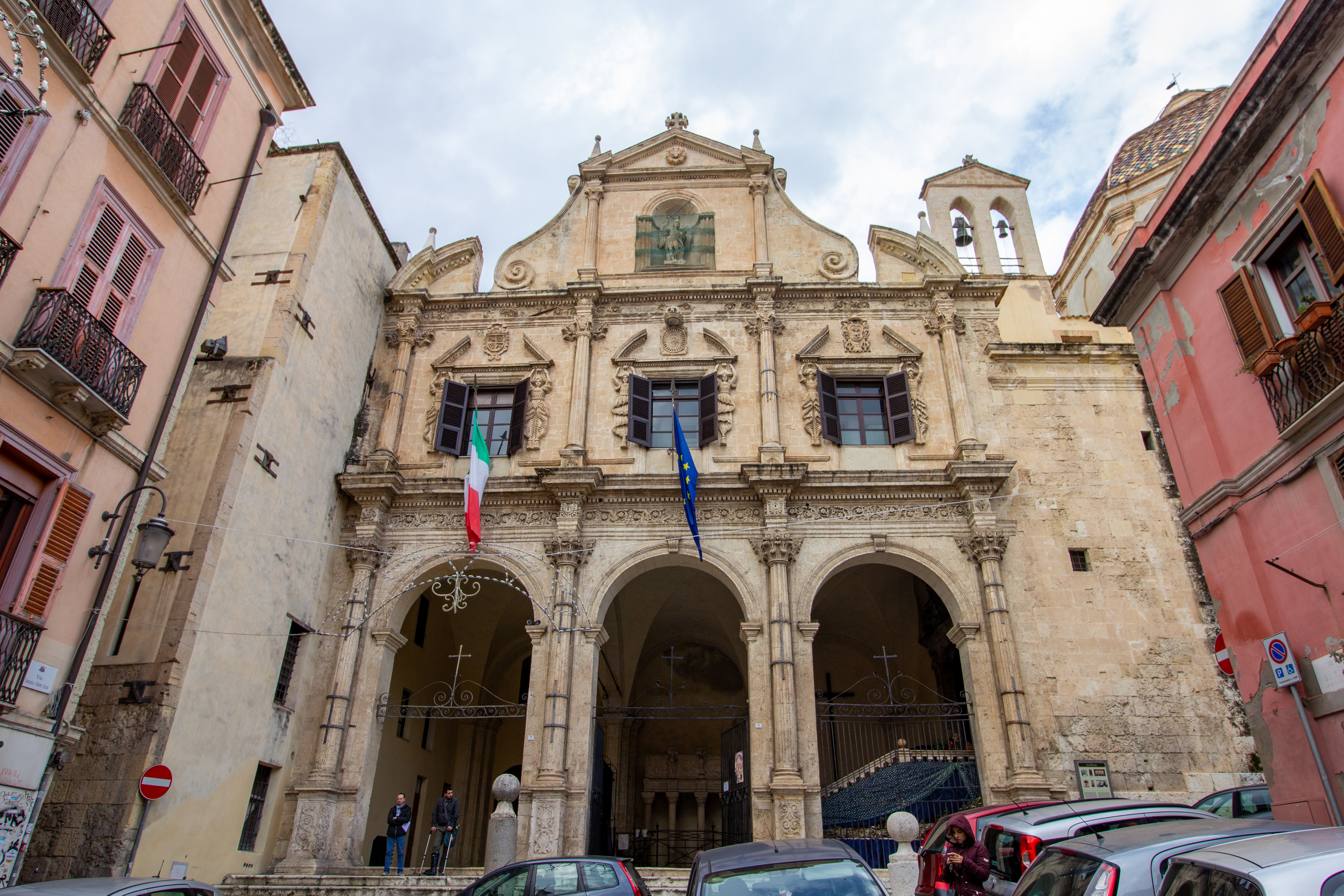
Chiesa di San Michele

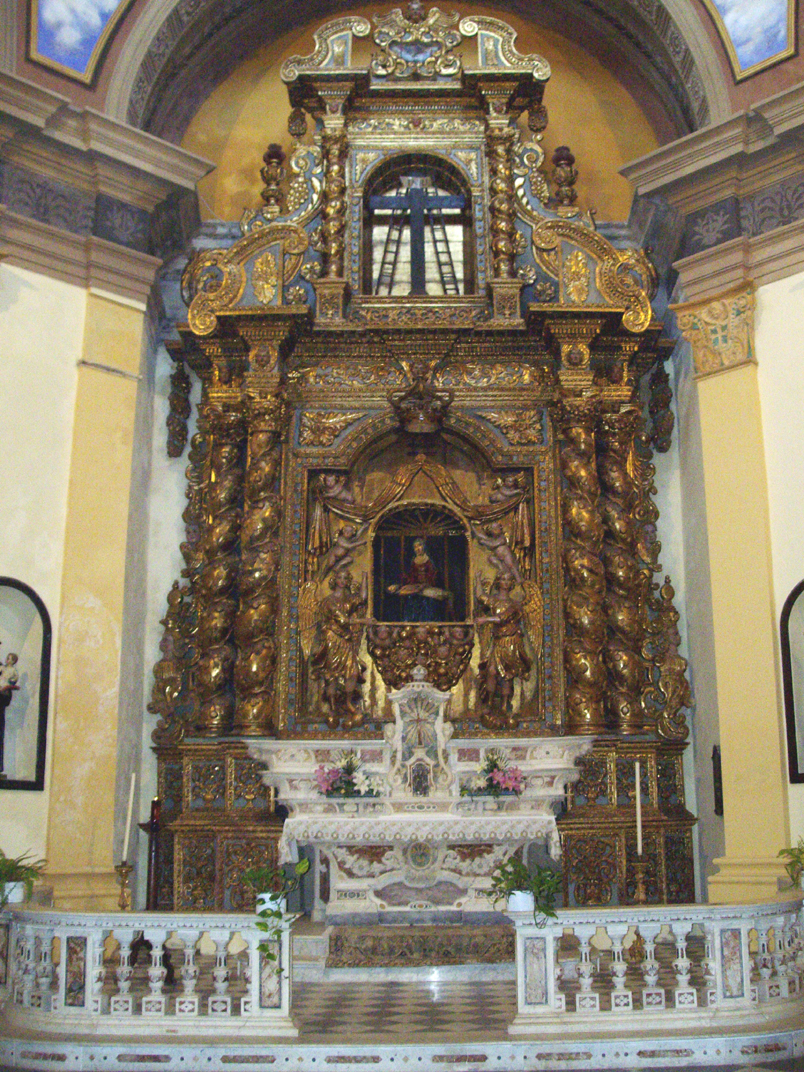
Chiesa di San Sepolcro, retablo in legno dorato nel cappellone della Pietà

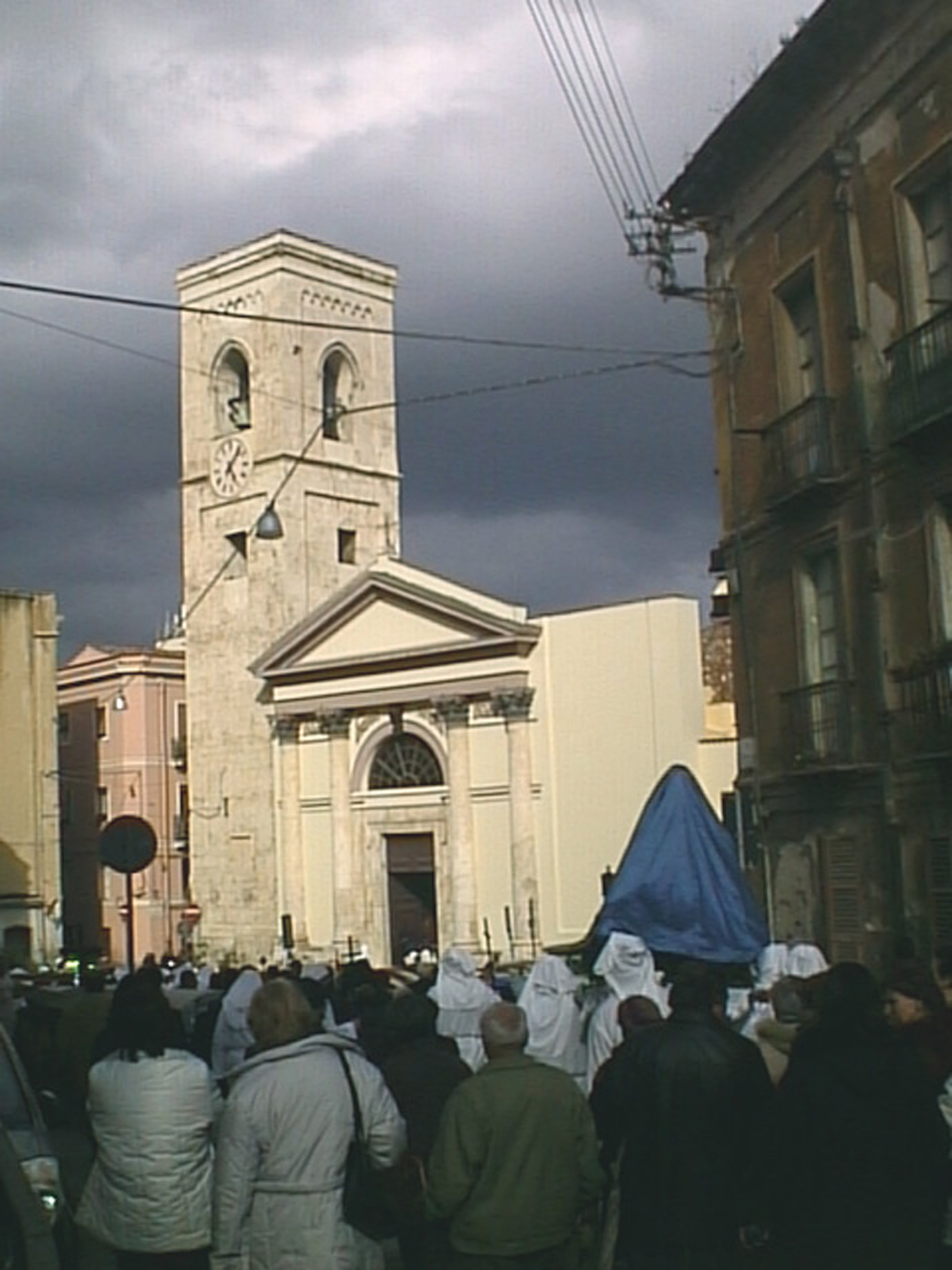
Collegiata di San Giacomo, nel quartiere storico di Villanova

## Vicaria di Cattedrale
Il territorio della prima vicaria corrisponde in larga parte col centro storico cittadino; in quest'area si trovano le quattro parrocchie di più antica istituzione: Santa Cecilia, Sant'Anna, Sant'Eulalia e San Giacomo, nei rispettivi quartieri Castello, Stampace, Marina e Villanova.

### Parrocchia Santa Cecilia di Castello
- Chiesa parrocchiale: Cattedrale di Santa Maria, sita in piazza Palazzo
  - Chiesa della Purissima, via Lamarmora
  - Chiesa di Santa Lucia, via Martini
  - Chiesa di San Giuseppe Calasanzio, piazzetta san Giuseppe
  - Chiesa di Santa Maria del Monte, via Corte d'Appello
  - Chiesa della Speranza, via Duomo
  - Chiesa di San Lorenzo, colle Buoncammino, quartiere Stampace

### Parrocchia Sant'Anna di Stampace
- Chiesa parrocchiale: Collegiata di Sant'Anna, in via Azuni
  - Chiesa di Sant'Efisio, via Sant'Efisio
  - Chiesa di Santa Restituta, via Sant'Efisio
  - Chiesa di San Michele, via Ospedale
  - Chiesa di Sant'Antonio da Padova, viale Fra Ignazio da Làconi
  - Cappella dell'Istituto Salesiano, viale Fra Ignazio da Làconi
  - Cappella dell'Istituto dei Ciechi, via Nicolodi
  - Chiesa di Santa Chiara, scalette Santa Chiara
  - Oratorio di San Giuseppe, via Santa Margherita
  - Cripta di Sant'Agostino, Largo Carlo Felice

### Parrocchia Sant'Eulalia di Marina
- Chiesa parrocchiale: Collegiata di Sant'Eulalia, via Collegio
  - Chiesa del Santo Sepolcro, piazza San Sepolcro
  - Chiesa di Sant'Antonio Abate, via Manno
  - Chiesa della Pietà, scalette Monache Cappuccine
  - Chiesa di Santa Rosalia, via Torino
  - Chiesa di San Francesco da Paola, via Roma
  - Chiesa di Sant'Agostino, via Baylle
  - Cappella dell'Asilo della Marina, ex oratorio della Madonna d'Itria, via Baylle
  - Chiesa di Santa Teresa (sconsacrata), ora sede dell'Auditorium comunale

### Parrocchia San Giacomo di Villanova
- Chiesa parrocchiale: Collegiata di San Giacomo, piazza San Giacomo
  - Chiesa e cripta di San Domenico, piazza San Domenico
  - Chiesa di San Giovanni Battista, via San Giovanni
  - Chiesa del Crocifisso, piazza San Giacomo
  - Oratorio delle Anime, piazza San Giacomo
  - Chiesa di San Vincenzo de Paoli, via Bosa
  - Chiesa di San Rocco, piazza San Rocco
  - Chiesa di San Cesello, via San Giovanni

### Parrocchia Santissima Annunziata
- Chiesa parrocchiale: Santissima Annunziata, corso Vittorio Emanuele, quartiere Stampace
  - Chiesa di San Pietro dei Pescatori, viale Trieste, quartiere Stampace

### Parrocchia Beata Vergine del Carmine
- Chiesa parrocchiale: Beata Vergine del Carmine, viale Trieste, quartiere Stampace
  - Cappella della Stazione ferroviaria, piazza Matteotti

### Parrocchia Nostra Signora di Fatima
- Chiesa parrocchiale: presso la Cappella dell'asilo, piazza Nostra Signora di Fatima, Giorgino
  - Cappella di Sant'Efisio, presso villa Ballero, viale Pula, Giorgino
  - Cappella dell'ex Carcere minorile, viale Pula, Giorgino

### Parrocchia personale Santa Croce
- Chiesa parrocchiale: Basilica di Santa Croce, scalette Santa Croce, quartiere Castello

### Cappellania San Giovanni di Dio
- Chiesa parrocchiale: Cappella dell'Ospedale Civile "San Giovanni di Dio", via Ospedale, quartiere Stampace

## Vicaria di San Lucifero

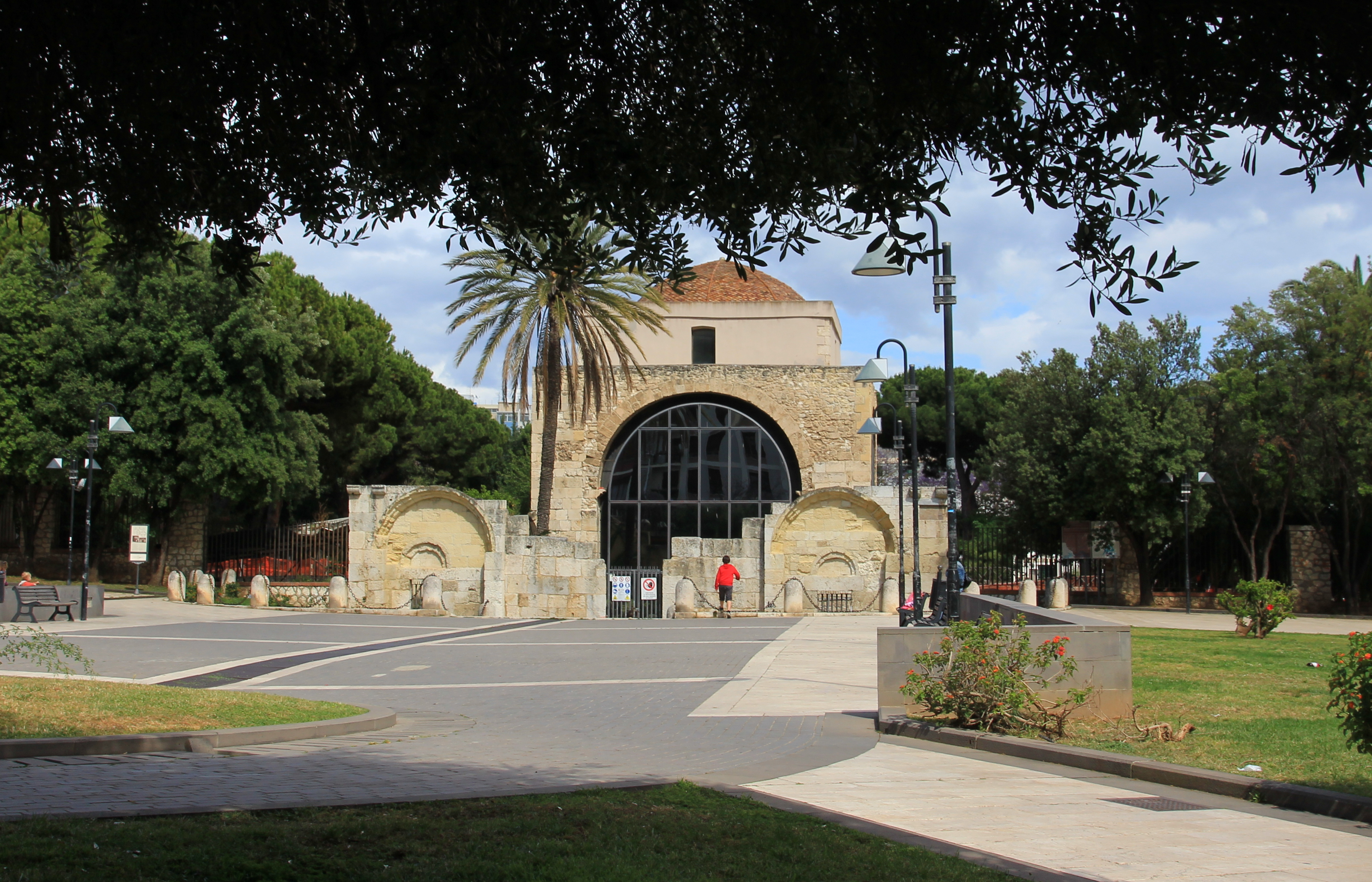
Basilica di San Saturnino: è la chiesa più antica di Cagliari

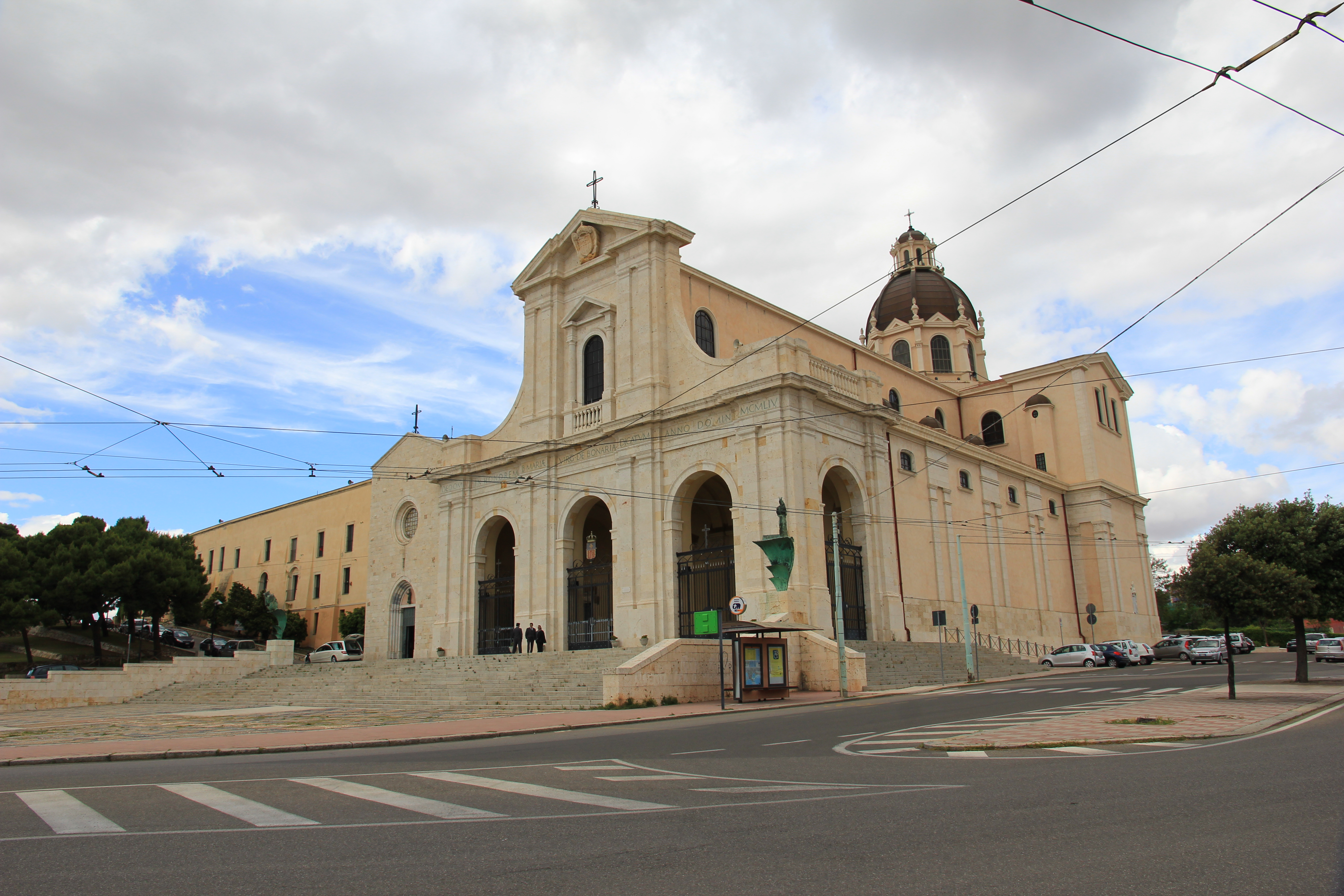
Santuario e Basilica di Bonaria, basilica minore dal 1926

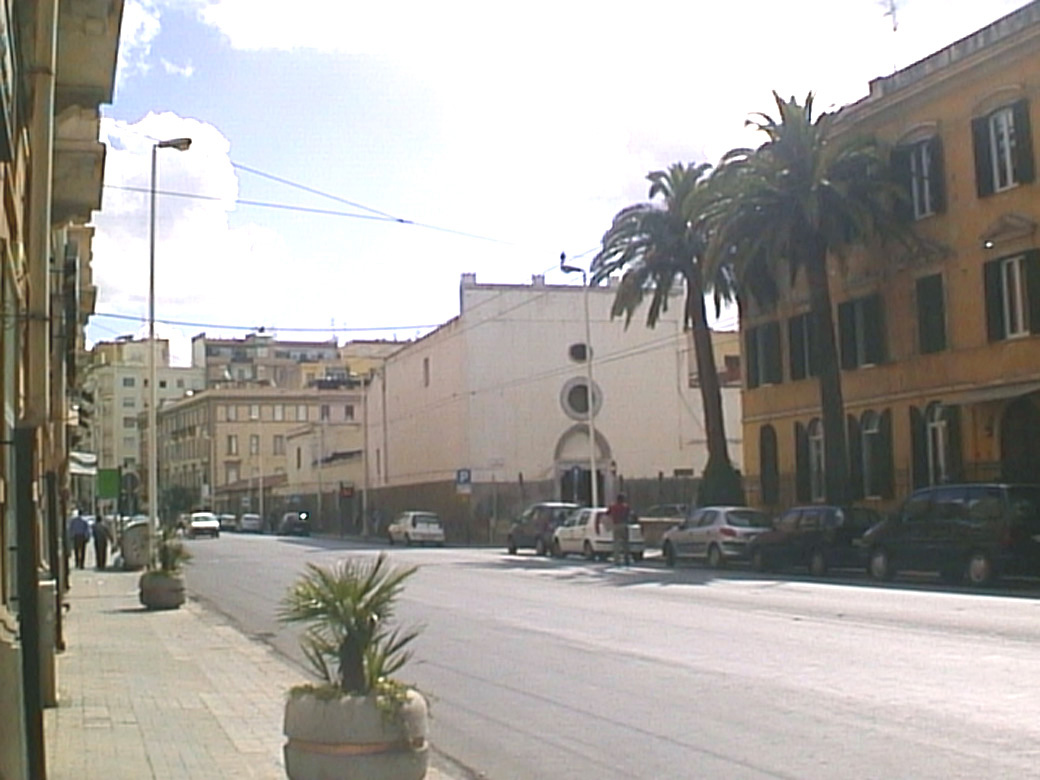
Via San Benedetto, con l'omonima chiesa

### Parrocchia Beata Vergine del Rimedio
- Chiesa parrocchiale: San Lucifero, via San Lucifero, quartiere Villanova
  - Basilica di San Saturnino, piazza San Cosimo, quartiere Villanova

### Parrocchia Nostra Signora di Bonaria
- Chiesa parrocchiale: Basilica e Santuario di Nostra Signora di Bonaria, piazza Bonaria, quartiere Bonaria

### Parrocchia San Benedetto
- Chiesa parrocchiale: Santa Lucia, via Donizetti, quartiere San Benedetto
  - Chiesa di San Benedetto, via Verdi, quartiere San Benedetto

### Parrocchia Santi Giorgio e Caterina
- Chiesa parrocchiale: Santi Martiri Giorgio e Caterina, via Scano, quartiere Monte Urpinu
  - Chiesa di Cristo Re, via Scano, quartiere Monte Urpinu. Progettata da Giuliana Genta e Silvano Panzarasa.
  - Chiesa della Madonna del Rosario (dell'Adorazione Cittadina), via Vidal, quartiere Monte Urpinu
  - Chiesa Aragonese (sconsacrata), via Leo, quartiere Monte Urpinu

### Parrocchia Santissimo Crocifisso
- Chiesa parrocchiale: Santissimo Crocifisso, via Zagabria, quartiere Genneruxi

### Parrocchia San Pio X
- Chiesa parrocchiale: San Pio X, via della Pineta, quartiere Monte Mixi

### Parrocchia San Bartolomeo
- Chiesa parrocchiale: San Bartolomeo, viale Calamosca, quartiere San Bartolomeo

### Parrocchia Sant'Elia
- Chiesa parrocchiale: Sant'Elia, Borgo Sant'Elia

### Parrocchia Santissimo Nome di Maria
- Chiesa parrocchiale: Santissimo Nome di Maria, via Favonio, La Palma
  - Chiesa dei Salinieri, viale La Palma, La Palma

### Parrocchia Vergine della Salute
- Chiesa parrocchiale: Vergine della Salute, via Ausonia, quartiere Poetto

### Parrocchia San Carlo Borromeo
- Chiesa parrocchiale: San Carlo Borromeo, via san Carlo Borromeo

### Parrocchia San Paolo
- Chiesa parrocchiale: San Paolo, piazza Giovanni XXIII, quartiere San Benedetto
  - Cappella della scuola Infanzia lieta, via Pintor, quartiere San Benedetto

### Parrocchia San Sebastiano
- Chiesa parrocchiale: San Sebastiano, via Ignazio Serra, quartiere Fonsarda

## Vicaria di Santi Pietro e Paolo

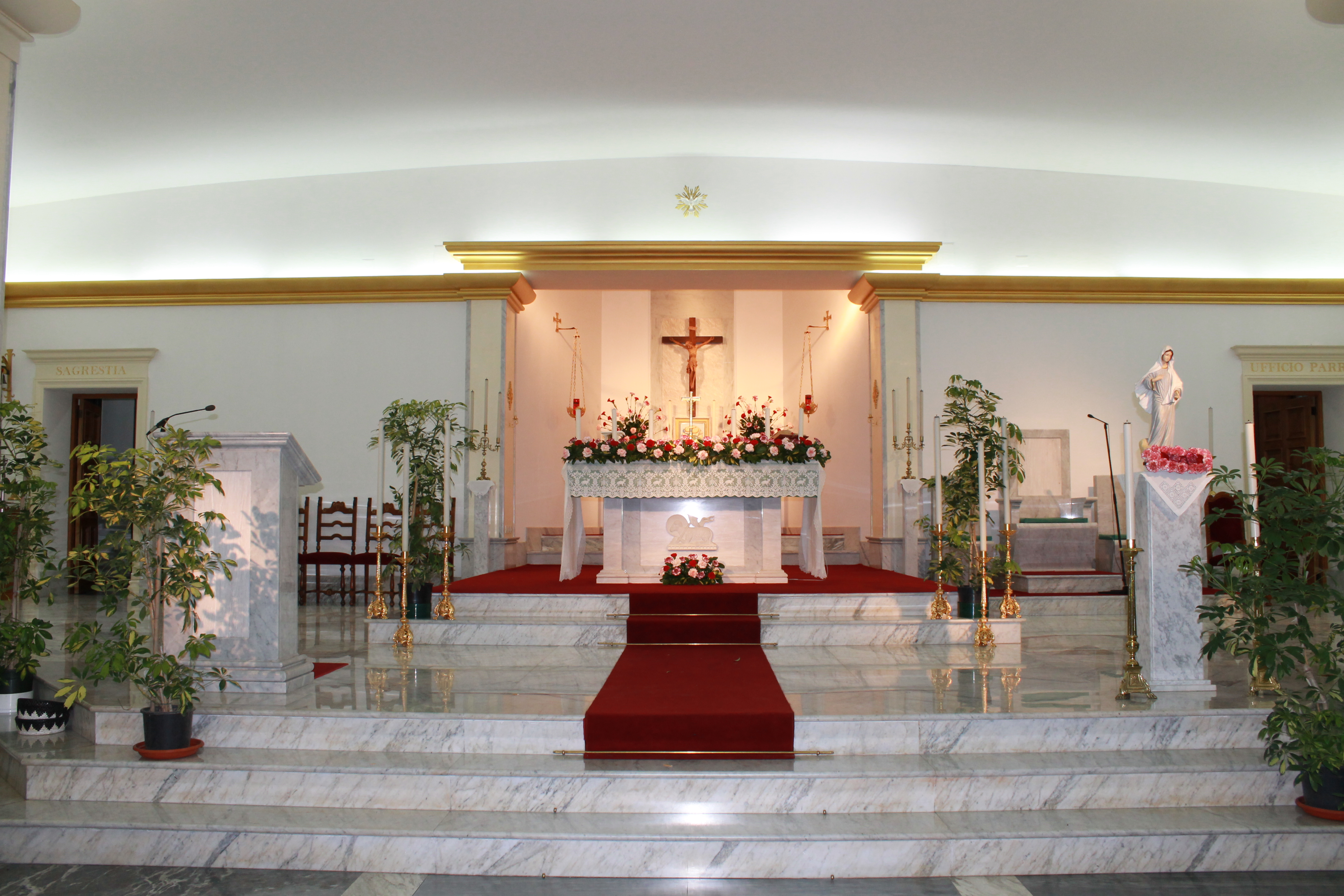
Santi Pietro e Paolo, Is Mirrionis

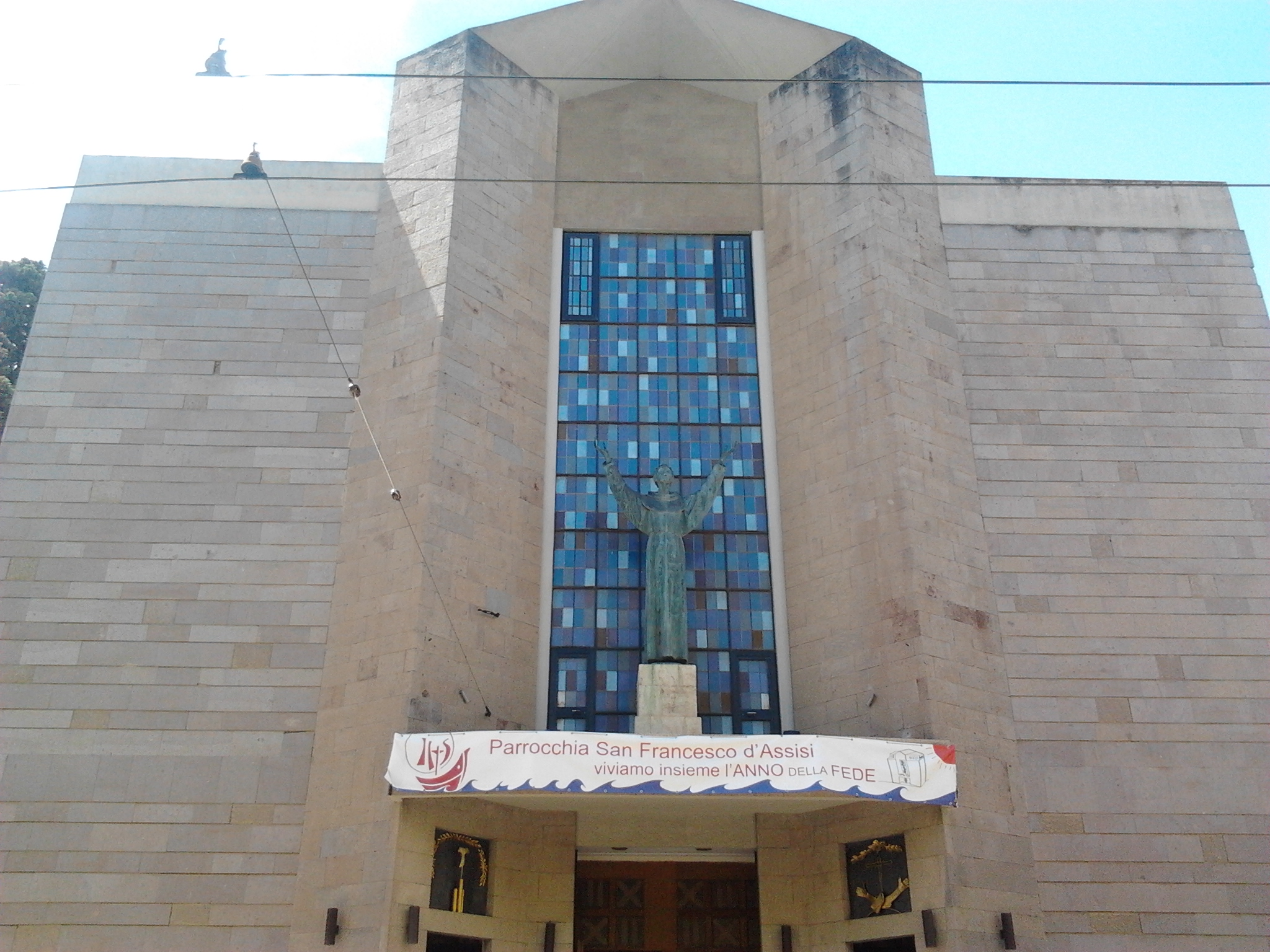
San Francesco, La Vega

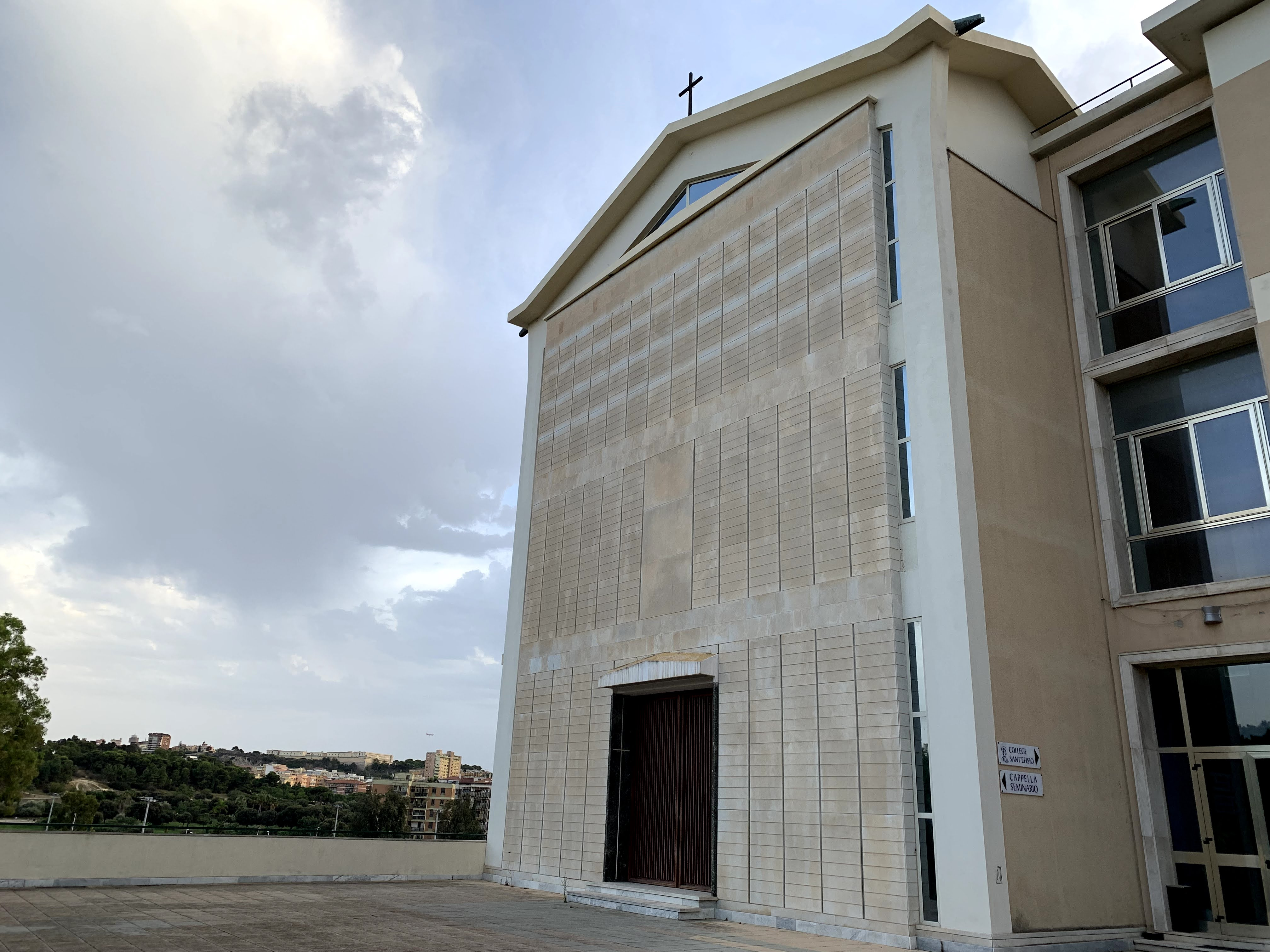
Seminario Arcivescovile

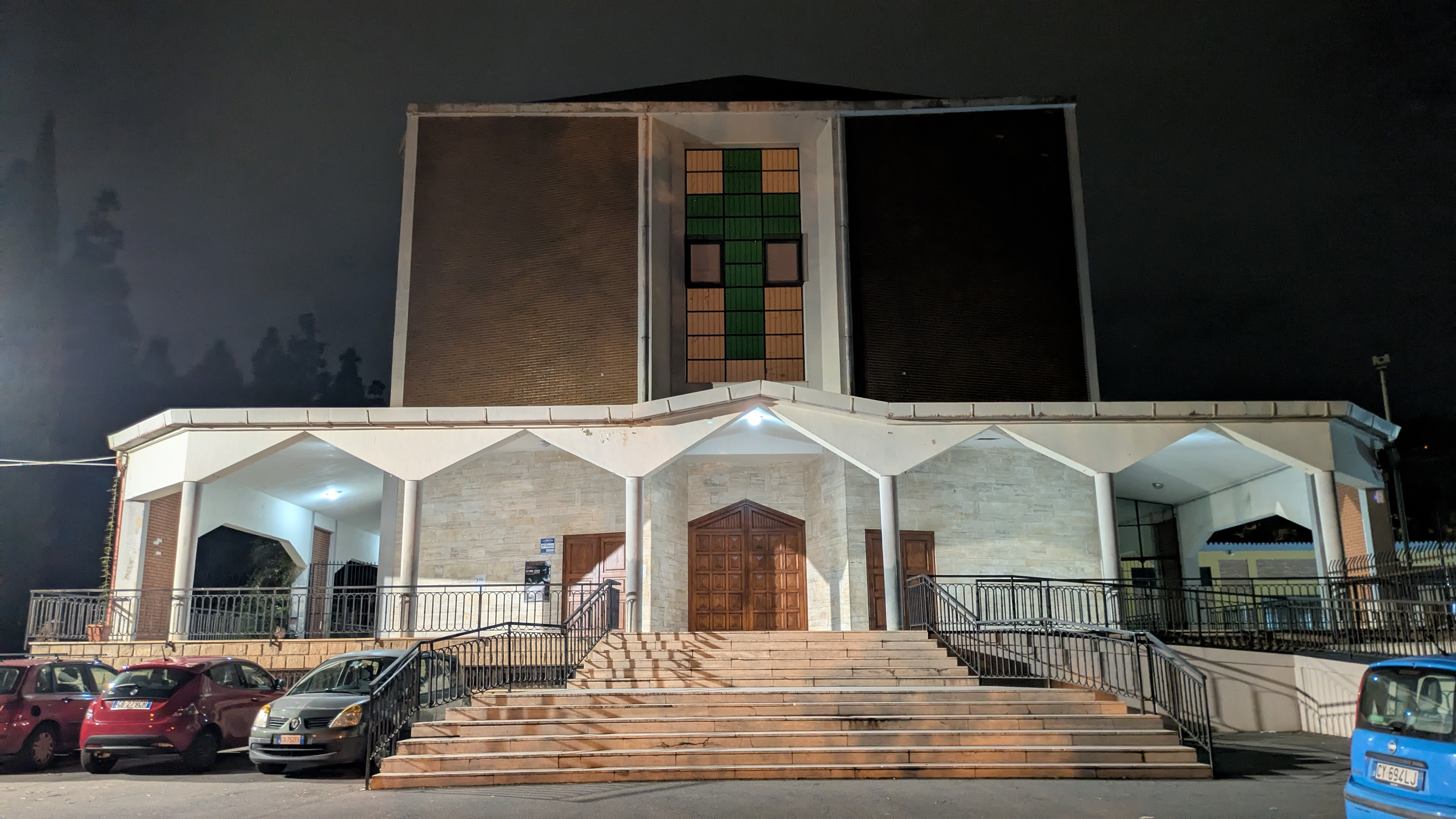
Sant'Eusebio, Is Mirrionis

### Parrocchia Santi Pietro e Paolo
- Chiesa parrocchiale: Santi Pietro e Paolo, via Is Mirrionis, quartiere Is Mirrionis

### Parrocchia Sant'Avendrace
- Chiesa parrocchiale: Sant'Avendrace, viale Sant'Avendrace, quartiere Sant'Avendrace
  - Cappella dell'Istituto delle Ancelle della Sacra Famiglia, via Montello
  - Chiesa di San Simone, località Sa Illetta

### Parrocchia Medaglia Miracolosa
- Chiesa parrocchiale: Medaglia Miracolosa, piazza San Michele, quartiere San Michele

### Parrocchia Sant'Eusebio
- Chiesa parrocchiale: Sant'Eusebio, via Quintino Sella, quartiere Is Mirrionis
  - Cappella del Seminario Arcivescovile, via mons. Cogoni
  - Cappella del Seminario Regionale Sardo, via mons. Parraguez

### Parrocchia San Francesco d'Assisi
- Chiesa parrocchiale: San Francesco d'Assisi, via Piemonte, quartiere La Vega
  - Chiesa di San Mauro, via San Giovanni, quartiere Villanova
  - Cappella dell'Istituto San Vincenzo, viale San Vincenzo, Quartiere La Vega

### Parrocchia Madonna della Strada
- Chiesa parrocchiale: Madonna della Strada, via Crespellani, quartiere Mulinu Becciu

### Parrocchia San Massimiliano Kolbe
- Chiesa parrocchiale: San Massimiliano Kolbe, via Cornalias

### Parrocchia Spirito Santo
- Chiesa parrocchiale: Spirito Santo, via de' Medici, Su Planu (Selargius)

## Vicaria di Pirri

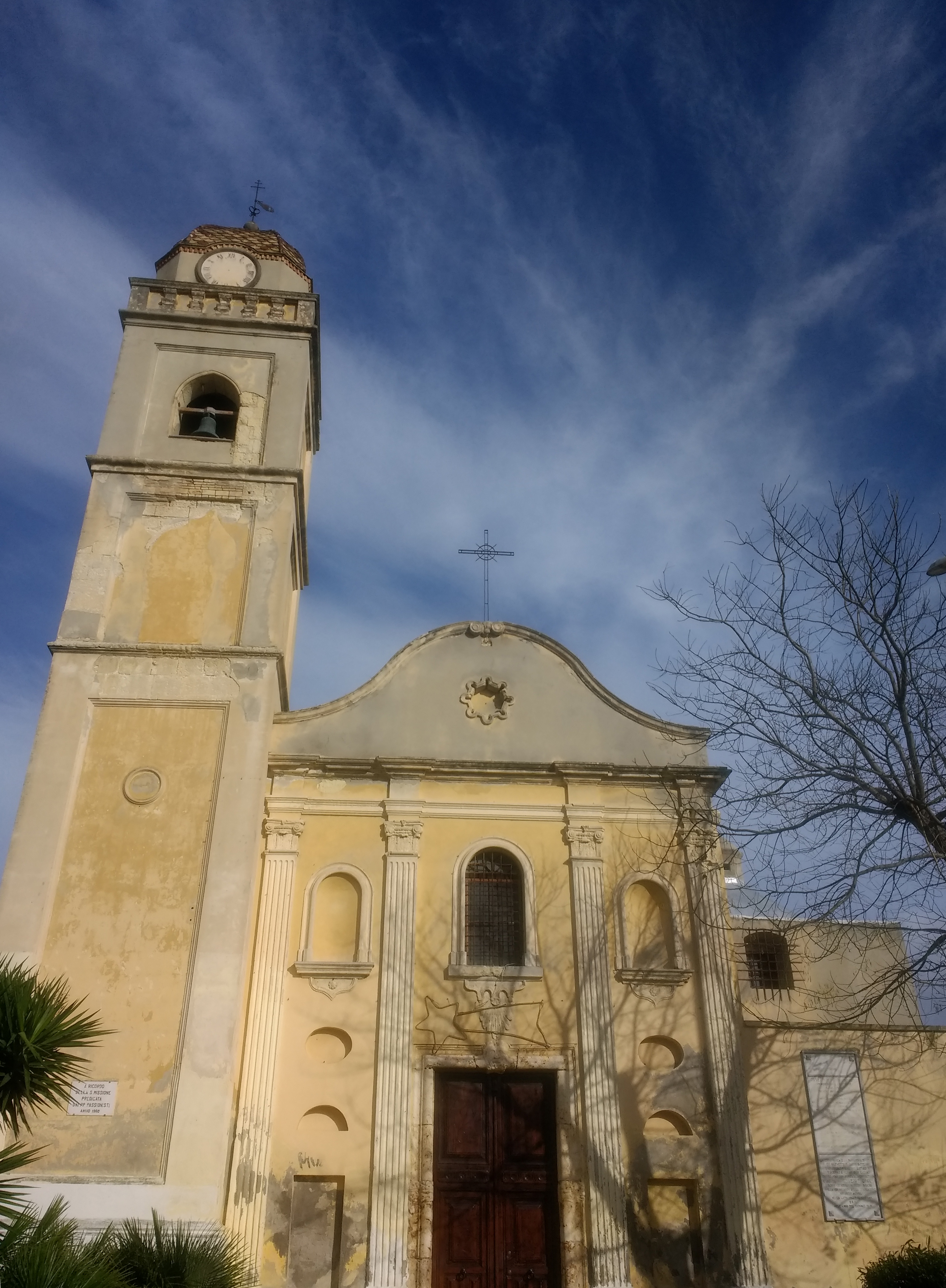
San Pietro, Pirri

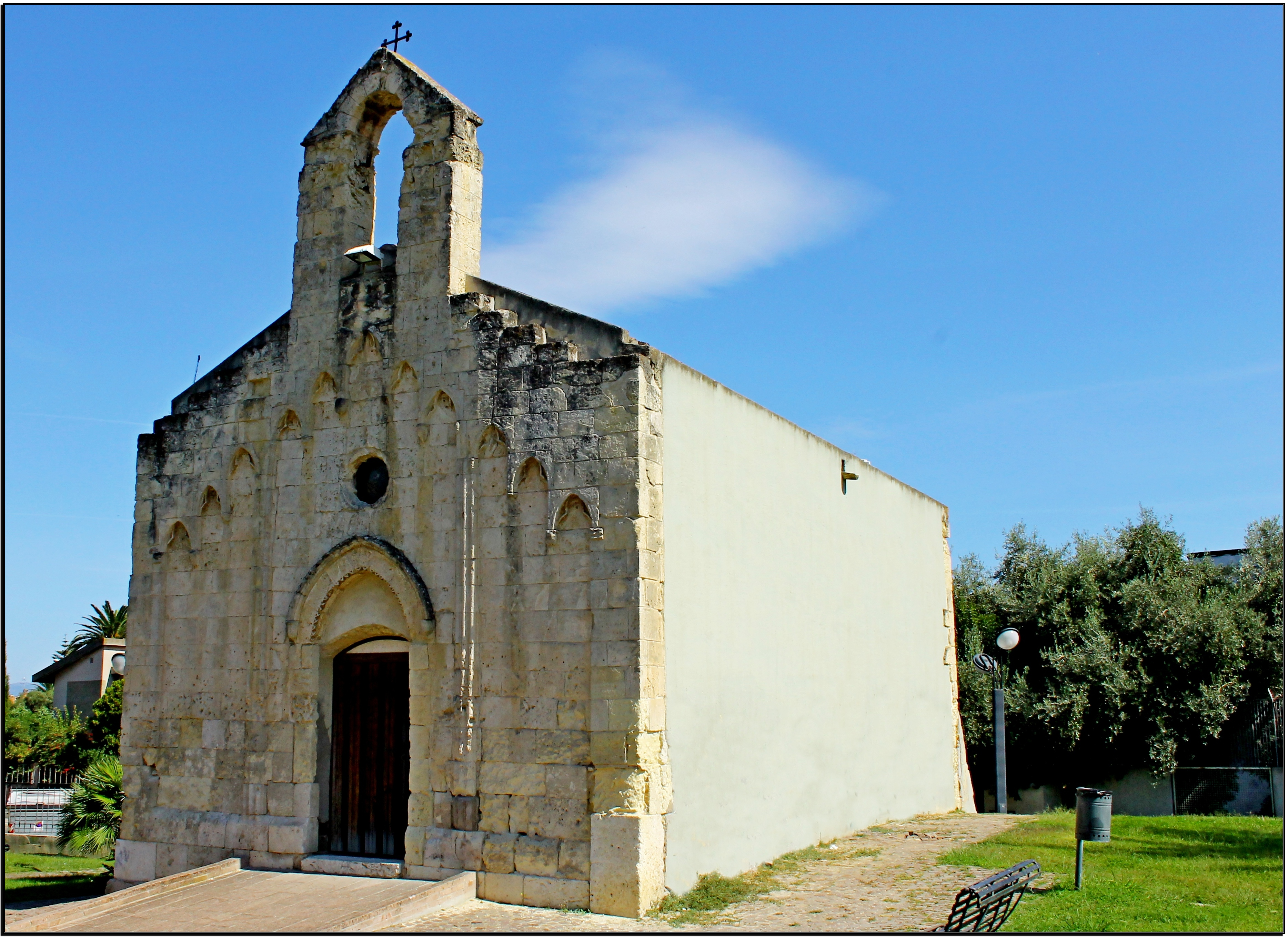
Sant'Alenixedda, Quartiere europeo

### Parrocchia di San Pietro
- Chiesa parrocchiale: San Pietro, via Chiesa
  - Chiesa di Santa Rosalia

### Parrocchia Madonna della Fede
- Chiesa parrocchiale: Madonna della Fede, via Marzabotto

### Parrocchia San Giuseppe
- Chiesa parrocchiale: San Giuseppe, via Toti

### Parrocchia San Gregorio Magno
- Chiesa parrocchiale: San Gregorio Magno, via del Borghetto

### Parrocchia San Tarcisio
- Chiesa parrocchiale: San Tarcisio martire, via Goceano

### Parrocchia Santa Maria del Suffragio
- Chiesa parrocchiale: Madonna del Suffragio, via Flavio Gioia, quartiere CEP
  - Chiesa di Sant'Alenixedda (sconsacrata), via Parigi, Quartiere Europeo

## Chiese scomparse

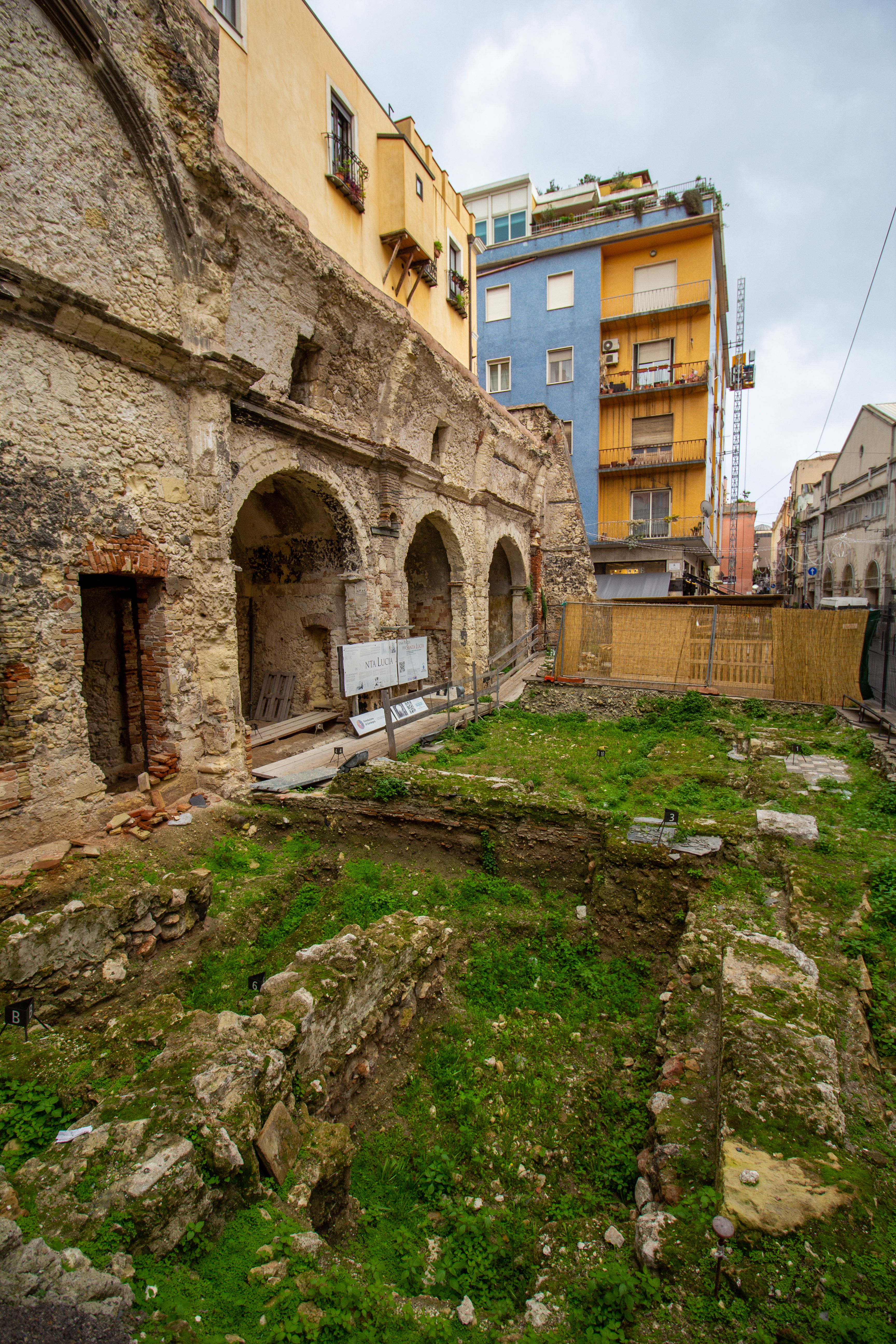
Resti della Chiesa di Santa Lucia della Marina

- Resti della Chiesa di Santa Lucia della MarinaCattedrale di Santa Igia, nell'omonima capitale del giudicato di Calari;
- Santa Barbara, nell'attuale Cittadella dei musei, ne rimane la facciata;
- San Bardilio, nell'attuale piazzale del cimitero monumentale di Bonaria; esistente dal X o XI secolo, chiusa al culto nel XIX, crollata nel 1909 e demolita nel 1929;
- San Bernardo, nell'attuale corso Vittorio Emanuele II;
- Sant'Elia, sul promontorio omonimo;
- San Francesco di Stampace, edificata nel 1275 e demolita nel 1871;
- Santi Giorgio e Caterina, in via Manno, demolita a seguito dei bombardamenti del 1945;
- San Giorgio vescovo, nell'attuale via Fara;
- San Giorgio (o San Francesco, San Michele o San Pietro), nell'attuale via Mandrolisai, risalente al XVII secolo;
- Santa Lucia della Marina, via Sardegna, demolita a seguito dei bombardamenti del 1945;
- Santa Maria Chiara, nei pressi del parco di Monte Claro, demolita nel XX secolo;
- Santa Margherita, nell'attuale via Santa Margherita, quartiere Stampace;
- San Michele, inglobata nel Castello di San Michele;
- San Nicolò dei Napoletani, nei pressi dell'attuale piazza del Carmine;
- San Paolo, nella località omonima;
- San Pietro, nell'attuale via Liguria;
- Vergine di Lluc, piazza San Bartolomeo.